# Bad Dürkheim
Bad Dürkheim település Németországban, Rajna-vidék-Pfalz tartományban. Lakosainak száma 18 821 fő (2023. december 31.).

## Népesség
A település népességének változása:
| Lakosok száma | 16 133 | 18 774 | 18 499 | 18 469 | 18 476 | 18 576 | 18 818 | 18 821 |
|               | 1975   | 2010   | 2015   | 2017   | 2019   | 2021   | 2022   | 2023   |